# Parque nacional de Doi Wiang Pha
El Parque nacional de Doi Wiang Pha es un área protegida del norte de Tailandia, en las provincias de Chiang Mai y Chiang Rai. Tiene una extensión de 583 kilómetros cuadrados y fue declarado en el año 1989. 
El paisaje es montañoso y accidentado. Doi Wiang Pha es el pico más alto, con 1.834 m s. n. m.